# Dominik Duka
 (mars 2020).
Le cardinal Dominik Duka, né Jaroslav Václav Duka le 26 avril 1943 à Hradec Králové dans le protectorat de Bohême-Moravie, est un théologien et bibliste dominicain tchécoslovaque puis tchèque. Archevêque de Prague de 2010 à 2022, il est créé cardinal en 2012.

## Biographie

### Durant le régime communiste
Dominik Duka est né dans le Protectorat de Bohême-Moravie sous occupation nazie, en 1943, dans la ville de Hradec Králové en Bohême. Il a quitte le lycée à dix-sept ans pour travailler en usine comme forgeron puis doit effectuer son service militaire de 1963 à 1965.
Il entre dans le noviciat clandestin de l'Ordre des frères prêcheurs en 1968, où il prononce ses vœux temporaires le 6 janvier 1969, avant d'être ordonné prêtre en 1970 par le cardinal Štěpán Trochta puis de faire, deux ans plus tard, profession religieuse solennelle chez les dominicains. Après ses études de théologie à Litoměřice, il obtient une licence canonique à la Faculté théologique pontificale St-Jean-Baptiste de Varsovie.
Le pays est alors devenu, depuis 1948, la République socialiste tchécoslovaque dirigée par un régime totalitaire communiste et son autorisation d’exercer le sacerdoce lui est retirée par les autorités dès 1975. Pendant les quinze années qui suivent, il travaille comme dessinateur dans l'usine Škoda de Plzeň.
Il continue cependant de manière clandestine à enseigner la théologie et devient maître des novices dominicains tandis qu'il travaille en secret comme vicaire pour la province dominicaine de Bohême et de Moravie. Ces activités lui valent plusieurs mois d'emprisonnement en 1981 et 1982 et c'est à cette époque qu'il fait la connaissance du dissident Václav Havel, lui aussi incarcéré dans la prison de Plzeň-Bory. Après sa libération, il devient provincial de Bohême et de Moravie, fonction qu'il occupera de 1986 à 1998.

### Après la Révolution de velours

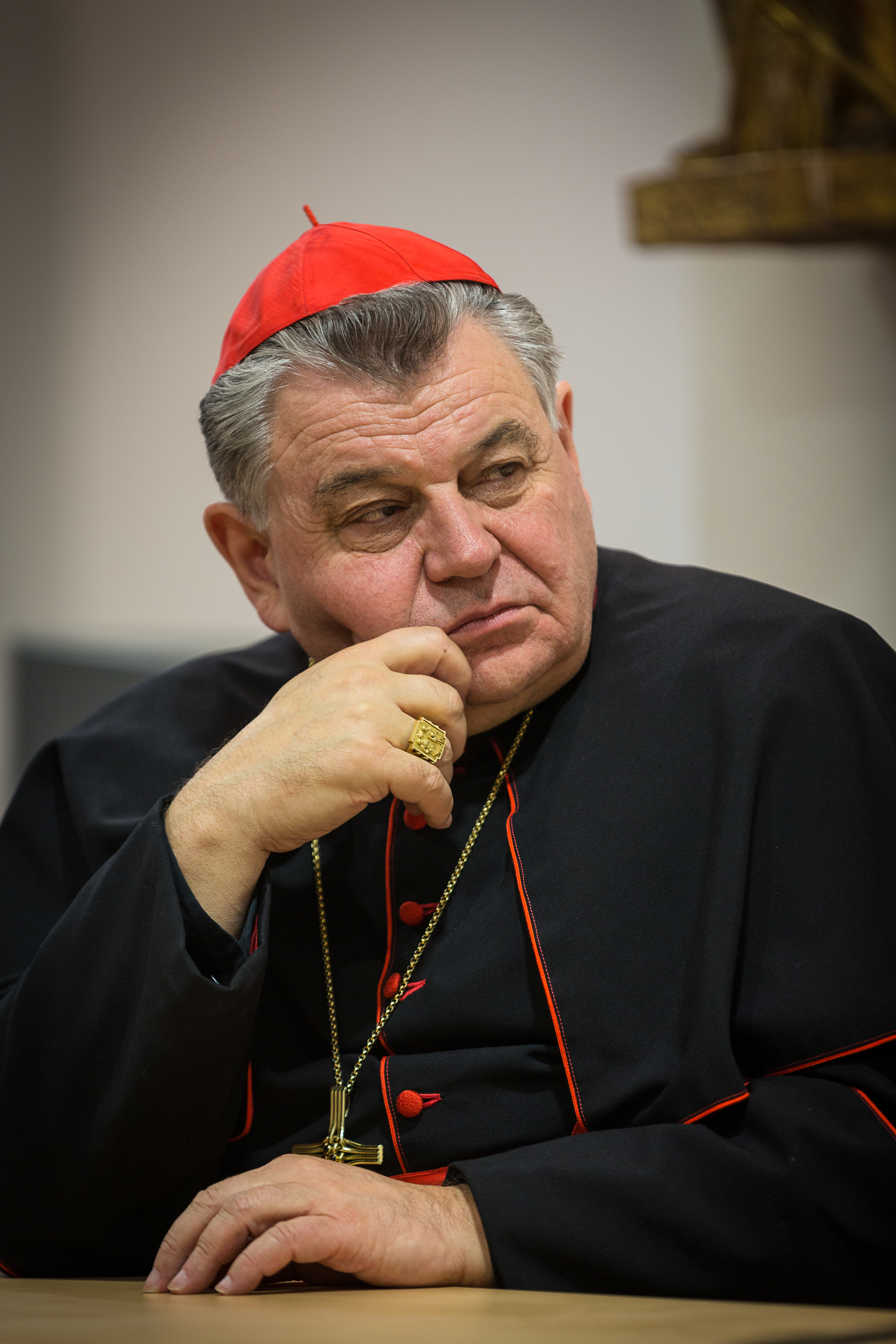
Dominik Duka en 2013.

Après la Révolution de velours de 1989, sorti de la clandestinité, Dominik Duka enseigne l’introduction aux Écritures et l’anthropologie biblique à la faculté de théologie d’Olomouc jusqu'en 1999. Il est élu président de la conférence fédérale des supérieurs majeurs, puis, entre 1992 et 1996, à la vice-présidence de l’union des conférences européennes des supérieurs majeurs. Le 6 juin 1998, le pape Jean-Paul II le nomme évêque de sa ville natale de Hradec Králové et il reçoit l’ordination épiscopale le 26 septembre 1998. De 2000 à 2004, il est vice-président de la Conférence épiscopale tchèque. Le 13 février 2011, Benoît XVI le nomme archevêque de Prague pour succéder à Miloslav Vlk.

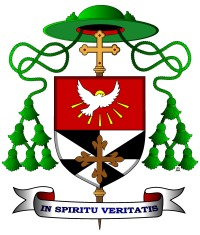
Blason de Dominik Duka comme évêque de Hradec Králové.

Présenté comme un diplomate et un homme de compromis, il prend en charge les négociations avec le gouvernement tchèque concernant de la restitution des biens confisqués à l’Église par les autorités communistes, un sujet délicat qui se conclut par un accord en août 2011. Avec l'évêque auxiliaire Václav Malý — autre grande figure de l'ex-dissidence — il concélèbre la cérémonie de funérailles de son ami Vaclav Havel dans la cathédrale Saint-Guy de Prague, le 23 décembre 2011.
Il est créé cardinal par Benoît XVI le 18 février 2012 avec le titre de cardinal-prêtre des Santi Marcellino e Pietro. Il participe au conclave de 2013 qui élit François.
Il atteint la limite d'âge le 26 avril 2023, ce qui l'empêche de participer aux votes du prochain conclave.

### Prises de position
Le 13 juillet 2023, il soumet au pape François, au nom de la conférence épiscopale tchèque, une liste de 10 dubia (questions canoniques exprimant des doutes) concernant principalement l'exhortation apostolique Amoris Laetitia et notamment l'accès à la communion aux "divorcés-remariés". La réponse de Rome lui est remise le 25 septembre, signée par le pape François et le cardinal Fernández, et est publiée par le Vatican le 2 octobre.

## Publications
Ce bibliste et exégète chevronné, développant une anthropologie biblique renouvelée, est l'auteur de plusieurs ouvrages d’introduction aux Écritures, à la théologie et à la prière. Il est en outre coéditeur de l’édition tchèque de La Bible de Jérusalem. Entre autres mandats, il est président du Comité de direction de l’institut biblique catholique tchèque, membre du Centre pour les Études bibliques de la faculté de théologie évangélique de l’université Charles de Prague et membre de la revue catholique internationale Communio.
Parmi ses publications, on trouve Uvod do studia Pisma svateho (Introduction aux Études bibliques), Uvod do teologie (Introduction à la théologie), Skola vnitrni modlitby (École de Prière intérieure) ou encore Zápas o člověka, Nástin biblické antropologie (Lutter pour l’humanité : esquisse d’une anthropologie biblique).

## Distinctions
- Docteur honoris causa de la faculté de théologie de l’université de Fribourg (2010)
- Croix du Mérite de la République tchèque (2003)
- Médaille du Mérite de la République tchèque (2001)
- Chapelain général de l'ordre militaire et hospitalier de Saint-Lazare de Jérusalem (2012 à 2021)
- Grand-croix de l'ordre du Lion blanc (2016)

### Articles de presse
- « Le nouvel archevêque dominicain de Prague », Informations Dominicaines Internationales, no 480,‎ mars 2010.
- (en) Brian Kenety, « Pope names Prague archbishop Dominik Duka a cardinal », sur ceskapozice.lidovky.cz, 8 janvier 2012 (consulté le 25 juin 2022).
- « Qui sont les 22 nouveaux cardinaux ? », sur la-croix.com, site du journal La Croix, 6 janvier 2012 (consulté le 25 juin 2022) (liste et biographies des 22 nouveaux cardinaux créés lors du consistoire du 18 février 2012 par Benoît XVI).